# Anne-Thérèse de Marguenat de Courcelles
Pour les articles homonymes, voir Courcelles et Lambert.
Anne-Thérèse de Marguenat de Courcelles, par son mariage madame de Lambert, marquise de Saint-Bris, généralement appelée la marquise de Lambert, née à Paris en 1647 et décédée à Paris le 12 juillet 1733, est une femme de lettres et salonnière française.
Sous la Régence, quand la cour de la duchesse du Maine, au château de Sceaux, s'amusait à des frivolités et quand celle du duc d'Orléans, au Palais-Royal, se livrait à des débauches, le salon de la marquise de Lambert passait pour le temple des bienséances et du bon goût, en réaction contre le cynisme et la vulgarité de l'époque. Pour les beaux esprits du temps, c'était un véritable honneur d'être admis aux célèbres « mardis », où l'on respirait encore l'esprit de dignité et le bon ton du Grand Siècle.
L'influence du salon est telle qu'on y verra le « berceau de l'Encyclopédie» et une contribution significative au féminisme des Lumières.

## Biographie
Officiellement fille unique d'Étienne de Marguenat, seigneur de Courcelles, et de sa femme, Monique Passart († 1692), Anne-Thérèse de Marguenat de Courcelles, perdit son père, maître-des-comptes à la chambre des comptes de Paris, en 1650, alors qu'elle n'était âgée que de trois ans. Si l'on en croit Tallemant des Réaux, Étienne de Marguenat ne pouvait être son père car sa femme l'avait fait enfermer et avait de nombreux amants. Elle fut élevée par sa mère et par le second mari de celle-ci, le poète Bachaumont, qui lui inculqua l'amour de la littérature. « Toute jeune, écrit son ami Fontenelle, elle se dérobait souvent aux plaisirs de son âge pour aller lire en son particulier, et elle s'accoutuma dès lors, de son propre mouvement, à faire des extraits de ce qui la frappait le plus. C'étaient déjà ou des réflexions fines sur le cœur humain, ou des tours d'expression ingénieux, mais le plus souvent des réflexions. »
Le 22 février 1666, elle épousa Henri de Lambert, marquis de Saint-Bris, officier distingué qui devait être lieutenant général et gouverneur du Luxembourg. Leur union fut très heureuse et ils eurent deux enfants : 
- un fils, Henri-François de Lambert qu'elle vit épouser la Marquise de Locmaria avec réticence,
- et une fille, Marie-Thérèse de Lambert  (†1731), qui devint comtesse de Sainte-Aulaire par son mariage avec Louis de Beaupoil de Saint-Aulaire.

La marquise de Lambert devint veuve en 1686 et éleva ses deux enfants, encore jeunes, en soutenant de longs et pénibles procès contre sa belle-famille pour sauver leur fortune.

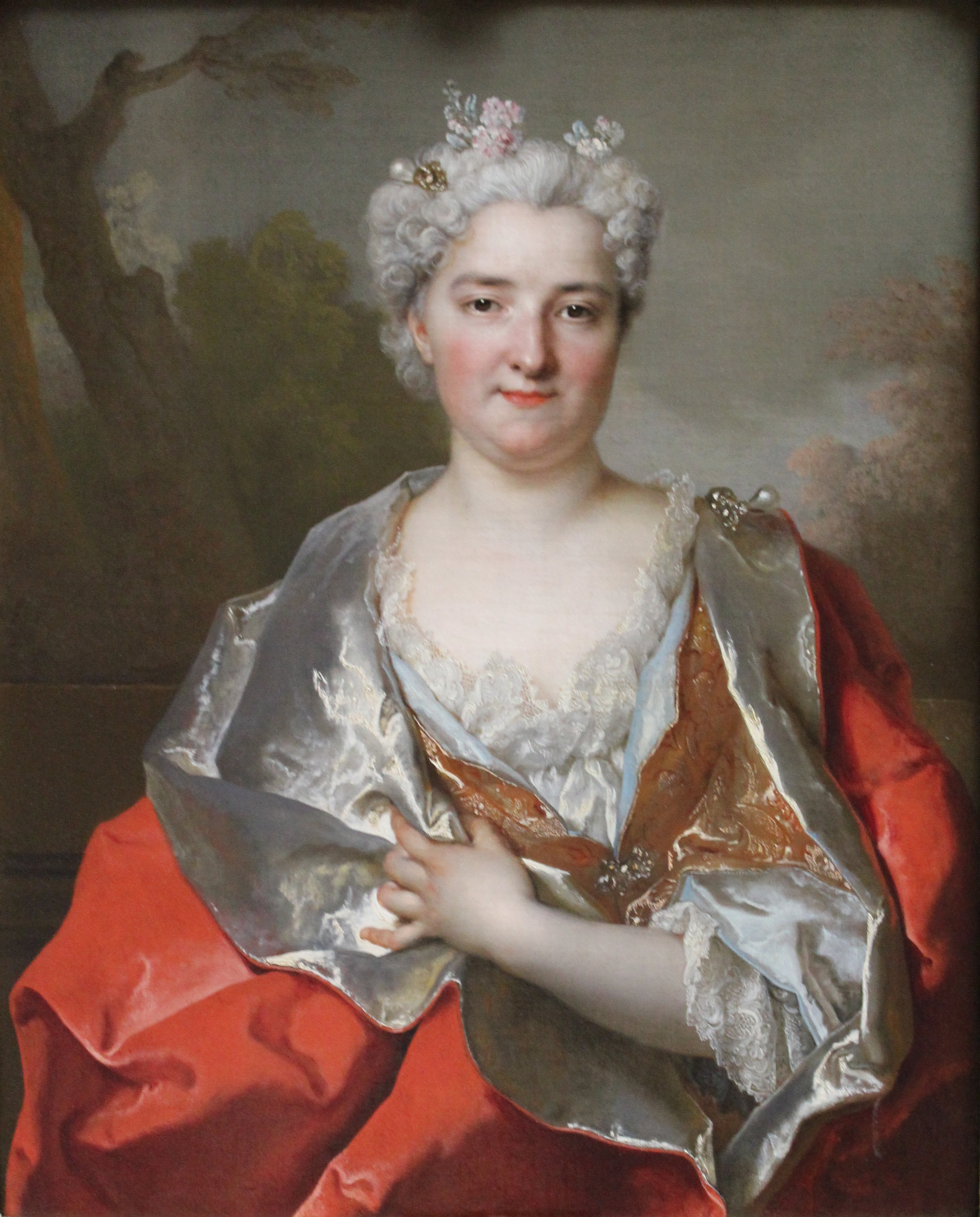
Portrait de la marquise de Lambert, par Nicolas de Largillière.

En 1698, elle loua la moitié nord-ouest de l'hôtel de Nevers, situé rue de Richelieu, à l'angle de la rue Colbert. À partir de 1710, dans son beau salon décoré par Robert de Cotte, elle lança son célèbre salon littéraire. Selon son ami l'abbé de La Rivière : « Il lui prit une tranchée de bel esprit [...] C'est un mal qui la frappa tout d'un coup et dont elle est morte incurable. » Elle recevait deux fois par semaine : les gens de lettres les mardis et les personnes de qualité les mercredis, sans chercher cependant à établir une barrière infranchissable entre les deux mondes ; tout au contraire, elle aimait intéresser la bonne société à la littérature et montrer aux écrivains les avantages de la fréquentation du monde, et les habitués pouvaient passer sans contrainte d'un jour à l'autre.
Les mardis commençaient vers une heure de l'après-midi. Après le dîner, qui était très fin, avaient lieu des « conférences académiques » sur un thème de philosophie ou de littérature. Les discussions politiques ou religieuses étaient absolument proscrites. Chaque invité se devait d'émettre une opinion personnelle ou de lire quelques morceaux de ses dernières œuvres : dès le matin, dit l'abbé de La Rivière, « les invités préparaient de l'esprit pour l'après-midi ». La maîtresse de maison, qu'on comparait à Minerve, dirigeait ce que les plus critiques appelaient un « bureau d'esprit ». Elle encourageait les littérateurs à la meilleure tenue morale et contribuait à orienter le mouvement des idées vers les formes nouvelles : c'est de son salon que partirent les attaques de Houdar de la Motte contre la règle des trois unités, contre les vers ou contre Homère, que Mme de Lambert trouvait ennuyeux, ce qui ne l'empêchait pas de recevoir des partisans des Anciens comme Anne Dacier, le Père d'Olivet ou Valincour.
Fort peu dévote, la marquise de Lambert soutint les Lettres persanes et parvint à faire élire Montesquieu à l'Académie française. Elle fut l'une des premières femmes du monde à ouvrir sa porte aux comédiens comme Adrienne Lecouvreur ou Michel Baron.
Fontenelle et Houdar de la Motte étaient les grands hommes de son célèbre salon, où l'on pouvait croiser aussi Marie-Catherine d'Aulnoy, la poétesse Catherine Bernard, l'abbé de Bragelonne, le père Buffier, l'abbé de Choisy, Mme Dacier, le mathématicien Dortous de Mairan, Fénelon, le président Hénault, Marivaux, l'abbé Mongault, Montesquieu, l'avocat Louis de Sacy, l'un des favoris de la maîtresse de maison, le marquis de Sainte-Aulaire, la baronne Staal, Madame de Tencin qui recueillit les hôtes de la marquise  à sa mort en 1733 ou encore l'abbé Terrasson.
Le salon de la marquise de Lambert passait pour l'antichambre de l'Académie française. Selon le marquis d'Argenson, « elle avait fait nommer la moitié des académiciens ».
Mme de Lambert, dit Fontenelle, « n'était pas seulement ardente à servir ses amis, sans attendre leurs prières, ni l'exposition humiliante de leurs besoins ; mais une bonne action à faire, même en faveur des personnes indifférentes, la tentait toujours vivement, et il fallait que les circonstances fussent bien contraires, si elle n'y succombait pas. Quelques mauvais succès de ses générosités ne l'avaient point corrigée, et elle était toujours également prête à hasarder de faire le bien. »

## Œuvres

### Postérité intellectuelle
Mme de Lambert s'intéressait particulièrement aux questions d'éducation. Elle a composé des Avis d'une mère à son fils (1726), que Friedrich Nietzsche cite dans Par-delà le bien et le mal (§ 235), de même que Avis d'une mère à sa fille (1728) qui sont pleins de noblesse et d'une grande élévation de pensée. Lambert revendique à cet effet l'influence de Fénelon : « J'ai trouvé dans Télémaque les préceptes que j'ai donnés à mon fils et dans l’Éducation des filles les conseils que j'ai donnés à la mienne. »

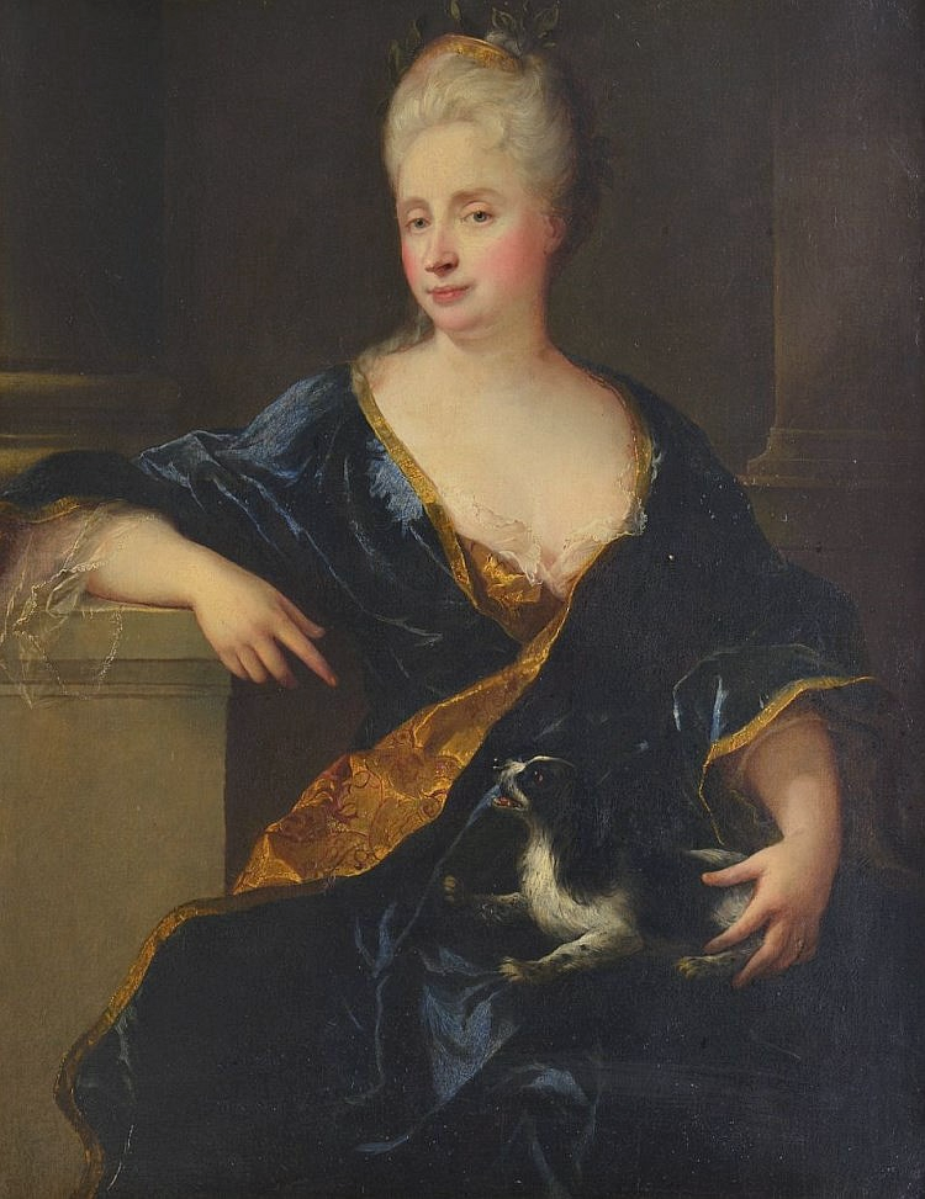
Portrait d'Anne-Thérèse Marguenat de Courcelles, marquise de Lambert, par François de Troy.

Ses Réflexions sur les femmes n'étaient pas destinées à l'impression, et lorsqu'elles furent publiées sur la foi de copies destinées aux amis de l'auteure, celle-ci en fut vivement affligée et se crut déshonorée. Elle fit racheter une grande partie de l'édition pour la détruire, ce qui n'empêcha pas plusieurs réimpressions clandestines et même une traduction en anglais. Ce texte évoque avec finesse les paradoxes de la condition féminine :

« J'ai examiné si on ne pouvait pas tirer un meilleur parti des Femmes : j'ai trouvé des Auteurs respectables qui ont cru qu'elles avaient en elles des qualités qui pouvaient les conduire à de grandes choses ; comme l'imagination, la sensibilité, le goût : présents qu'elles ont reçu de la Nature. J'ai fait des réflexions sur chacune de ces qualités. Comme la Sensibilité les domine, et qu'elle les porte naturellement vers l'Amour, j'ai cherché si on ne pouvait point les sauver des inconvénients de cette passion, en séparant le Plaisir de ce qu'on appelle Vice. J'ai donc imaginé une Métaphysique d'amour : la pratiquera qui pourra. »

Sans rejeter les attraits de la féminité, l'auteure s'insurge contre la vanité de l'éducation des femmes, reprochant à Molière « d'avoir attaché au savoir la honte qui était le partage du vice ». Or, estime-t-elle, c'est la vacuité intérieure qui conduit à la dépravation morale : une éducation relevée est donc un rempart contre le vice.
Elle a également publié des traités (L'Amitié, La Vieillesse) et quelques portraits et discours rédigés pour ses hôtes.
Elle avait un véritable talent pour forger des maximes en leur donnant un tour neuf et original : « C'est toujours bien pensé, écrit Sainte-Beuve, mais c'est encore mieux dit. » Péchant parfois par excès de recherche, elle montre souvent de l'énergie et de la concision. Ses écrits sont remarquables, selon Fontenelle, « par le ton aimable de vertu qui y règne partout » et, selon Auger, « par la pureté du style et de la morale, l'élévation des sentiments, la finesse des observations et des idées ».
La marquise de Lambert n'était nullement dévote, même si elle condamnait l'irréligion comme de mauvais ton : « La religion de Mme de Lambert, note Sainte-Beuve, est plutôt une forme de l'esprit qu'une source intérieure et habituelle jaillissant du cœur, ou qu'une révélation positive. » Elle annonce ainsi le Siècle des Lumières et ses idées philosophiques.

### Liste chronologique

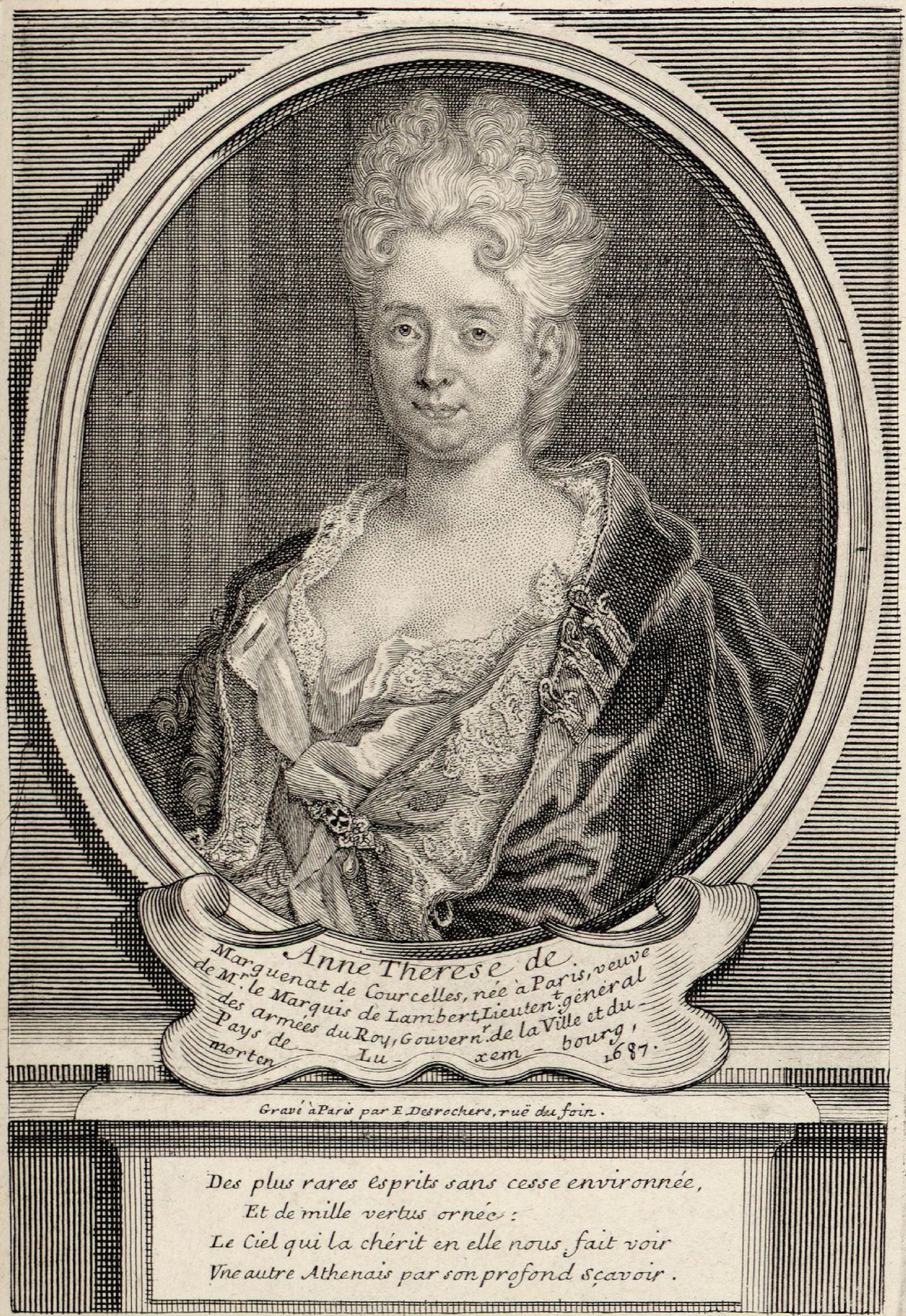

- Lettre de madame la Marquise de ***, sur les Fables Nouvelles [d'Antoine Houdar de La Motte]. Avec la réponse servant d'apologie, Paris, 1719, in-12
- Avis d'une mère à son fils, Paris, 1726, in-12
- Réflexions nouvelles sur les femmes, ou Métaphysique d'amour, Paris, 1727, in-12 (réimpr. La Haye, 1729, in-12 ;  Londres, chez J. P. Coderc, 1730, in-8) (texte intégral sur la base Gallica)
- Avis d'une mère à sa fille, 1728
- Traité de l'Amitié, 1732
- La Vieillesse, 1732
- Lettres à diverses personnes, Paris, 1748, in-12

Les Avis d'une mère à son fils et les Avis d'une mère à sa fille ont été réimprimés ensemble sous le titre de Lettres sur la véritable éducation (Amsterdam, 1729, in-12) et souvent réédités, soit ensemble, soit séparément, notamment avec une préface et des notes par Mme Dufresnoy (Paris, 1822, 2 vol. in-18).
Les Œuvres de Mme de Lambert ont été publiées à diverses reprises : Lausanne, 1748, in-12 ; 1751, in-12 ; éd. Auger, 1808, in-8 ; éd. Robert Granderoute, Paris, Librairie Honoré Champion, coll. Classiques Français des Temps Modernes, 1990. Outre les ouvrages précités, elles renferment des écrits qui n'avaient pas été publiés en volume : Psyché, en grec Âme ; La Femme ermite, nouvelle ; des Portraits, Dialogues, Discours.
- Œuvres de Mme la marquise de Lambert, Paris, 1808 (texte intégral sur la base Gallica)